# 圣克雷潘多布罗什
圣克雷潘多布罗什（法語：Saint-Crépin-d'Auberoche，法語發音：[sɛ̃ kʁepɛ̃ dobʁɔʃ]）是法国多尔多涅省的一个市镇，属于佩里格区。

## 地理
圣克雷潘多布罗什（45°7'25"N, 0°53'24"E）面积9.56 平方千米，位于法国新阿基坦大区多爾多涅省，该省份为法国西南部内陆省份，是法國本土面积第三大的省，大致对应佩里戈尔地区，北起顺时针与夏朗德省、上维埃纳省、科雷兹省、洛特省、洛特-加龙省、吉倫特省和滨海夏朗德省接壤。
与圣克雷潘多布罗什接壤的市镇（或旧市镇、城区）包括：圣热拉克、圣皮埃尔-德希尼亚克、巴西亚克和欧布罗什。

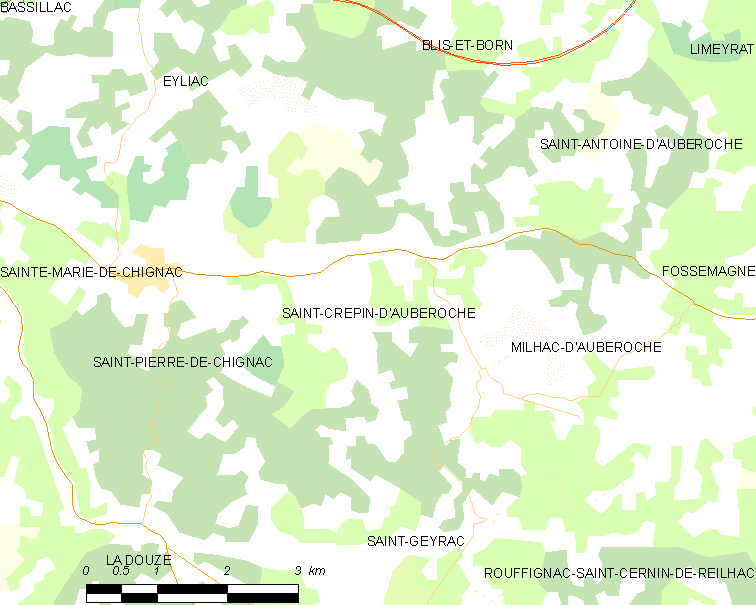
圣克雷潘多布罗什的OSM定位图

圣克雷潘多布罗什的时区为UTC+01:00、UTC+02:00（夏令时）。

## 行政
圣克雷潘多布罗什的邮政编码为24330，INSEE市镇编码为24390。

## 政治
圣克雷潘多布罗什所属的省级选区为伊勒-马努瓦尔县。

## 人口

1962-2008年间圣克雷潘多布罗什人口变化图示

圣克雷潘多布罗什于2022年1月1日时的人口数量为336人。